# 千街晶之
千街 晶之（せんがい あきゆき、1970年 - ）は、日本のミステリ評論家。
日本推理作家協会、探偵小説研究会会員。

## 経歴
北海道倶知安町出身。北海道倶知安高等学校卒、立教大学文学部卒。
1994年、竹本健治『将棋殺人事件』の解説を執筆。翌1995年、「終わらない伝言ゲーム――ゴシック・ミステリの系譜」（『創元推理10〈'95年秋号〉』掲載）で第2回創元推理評論賞を受賞し本格的にデビュー。2003年、『怪奇幻想ミステリ150選 ロジカル・ナイトメア』で第3回本格ミステリ大賞（評論・研究部門）最終候補に残るも落選。翌2004年、『水面の星座 水底の宝石 ミステリの変容をふりかえる』で第4回本格ミステリ大賞（評論・研究部門）、第57回日本推理作家協会賞（評論部門）をW受賞。
多数の推理小説に巻末解説を寄せている。

## 著書
- ニューウェイヴ・ミステリ読本（1997年3月 原書房 ISBN 978-4-562-02920-4）
  - 福井健太との共著
- ミステリを書く！（2002年3月 小学館文庫 ISBN 978-4-09-402626-9）
  - 綾辻行人ら人気ミステリ作家10名へのインタビュー集
- 怪奇幻想ミステリ150選 ロジカル・ナイトメア（2002年7月 原書房 ISBN 978-4-562-03521-2）
- 水面の星座 水底の宝石 ミステリの変容をふりかえる（2003年11月 光文社 ISBN 978-4-334-97421-3）
- 本格ミステリ・フラッシュバック（2008年12月 東京創元社 ISBN 978-4-488-01525-1）
  - 市川尚吾、大川正人、戸田和光、葉山響、真中耕平、横井司との共著
- 幻視者のリアル 幻想ミステリの世界観（2011年3月 東京創元社） ISBN 978-4-488-01530-5
- 読み出したら止まらない！ 国内ミステリー マストリード100（2014年3月 日経文芸文庫 ISBN 978-4-532-28031-4）
- 原作と映像の交叉光線（クロスライト） ミステリ映像の現在形（2014年7月 東京創元社 ISBN 978-4-488-01539-8）
- 21世紀本格ミステリ映像大全（2018年3月 原書房 ISBN  978-4-562-05489-3）
  - 編著。秋好亮平、大倉崇裕、大矢博子、不来方優亜、末國善己、蔓葉信博、羽住典子、三津田信三との共著
- 書評七福神が選ぶ、絶対読み逃せない翻訳ミステリベスト2011-2020（2021年5月 書肆侃侃房 ISBN 978-4-86385-462-8）
  - 川出正樹、北上次郎、酒井貞道、霜月蒼、杉江松恋、吉野仁との共著
- 十四人の識者が選ぶ 本当に面白いミステリ・ガイド（2023年7月 ele-king ISBN 978-4-910511-45-0）
  - 杉江松恋、荒岸来穂、小野家由佳、香月祥宏、川出正樹、酒井貞道、坂嶋竜、霜月蒼、野村ななみ、橋本輝幸、松井ゆかり、森本在臣、若林踏との共著。
- ミステリ映像の最前線 原作と映像の交叉光線（2023年7月 書肆侃侃房 ISBN 978-4-86385-582-3）
- ミステリから見た「二○二○年」（2024年7月 光文社 ISBN 978-4-334-10382-8）
- ミステリースクール（2023年10月 講談社 ISBN 978-4-06-532231-4）
  - 編：講談社。円堂都司昭、大森望、佳多山大地、栗俣力也、末國善己、杉江松恋、瀧井朝世、政宗九、村上貴史、吉田伸子、吉野仁、若林踏との共著。
- ミステリーアイランド（2024年10月 講談社 ISBN 978-4-06-537308-8）
  - 編：講談社。青戸しの、大矢博子、佳多山大地、政宗九、三宅香帆との共著。

## アンソロジー等収録
- 本格ミステリ03 本格短編ベスト・セレクション（2003年6月 講談社ノベルス ISBN 978-4-06-182320-4）「論理の悪夢を視る者たち〈日本篇〉」
  - 【改題】論理学園事件帳 本格短編ベスト・セレクション（2007年1月 講談社文庫 ISBN 978-4-06-275623-5）
- ニアミステリのすすめ 新世紀の多角的読書ナビゲーション（2008年6月 原書房 ISBN 978-4-562-04162-6）「災厄遊戯」
- ミステリ作家の自分でガイド（2010年9月 原書房 ISBN 978-4-562-04596-9）
  - 有栖川有栖、山口雅也との鼎談を収録
- 貫井徳郎症候群（2013年2月 宝島社文庫 ISBN 978-4-8002-0754-8）「叙述トリックと物語の融合」
- 小野不由美「ゴーストハント」読本（2013年7月 メディアファクトリー ISBN 978-4-8401-5264-8）「ホラー・ミステリの流行に先駆けた「ゴーストハント」」
- ベスト本格ミステリ2014年（2014年6月 講談社ノベルス ISBN 978-4-06-299016-5）「本邦ミステリドラマ界の紳士淑女録」
  - 【改題】子ども狼ゼミナール 本格短編ベスト・セレクション（2018年1月 講談社文庫 ISBN 978-4-06-293835-8）
- 皆川博子の辺境薔薇館（2018年5月 河出書房新社 ISBN 978-4-309-02674-9）「美意識の城主として」
- 刑事コロンボ読本（2018年12月 洋泉社 ISBN 978-4-8003-1630-1）「日本で普及した倒叙ミステリドラマ」
- 赤江瀑の世界 花の呪縛を修羅と舞い（2020年6月 河出書房新社 ISBN 978-4-309-02895-8）「俗世から幻想領へ――赤江瀑作品の受容史」
- 本格ミステリの本流 本格ミステリ大賞20年を読み解く（2020年12月 南雲堂）
  - 倉知淳『壺中の天国』論、乙一『GOTH――リストカット事件』論を担当

## 編纂
- 皆川博子作品精華 迷宮ミステリー編（2001年10月 白泉社 ISBN 978-4-592-75004-8） - 著：皆川博子
- 美術ミステリーアンソロジー 歪んだ名画（2021年1月 朝日文庫 ISBN 978-4-02-264979-9）
- 伝染（うつ）る恐怖 感染ミステリー傑作選（2021年2月 宝島社文庫 ISBN 978-4-299-01362-0）
- 絶対名作！ 十代のためのベスト・ショート・ミステリー 学園ミステリー（2021年11月 汐文社 ISBN 978-4-8113-2910-9）
- 絶対名作！ 十代のためのベスト・ショート・ミステリー 謎解きミステリー（2021年12月 汐文社 ISBN 978-4-8113-2911-6）
- 絶対名作！ 十代のためのベスト・ショート・ミステリー 異界のミステリー（2022年1月 汐文社 ISBN 978-4-8113-2912-3）
- 絶対名作！ 十代のためのベスト・ショート・ミステリー 涙と笑いのミステリー（2022年2月 汐文社 ISBN 978-4-8113-2912-3）
- ホラー・ミステリーアンソロジー 魍魎回廊（2022年3月 朝日文庫 ISBN 978-4-02-265016-0）
- 密室ミステリーアンソロジー 密室大全（2023年7月 朝日文庫 ISBN 978-4-02-265108-2）
- Wi-Fi幽霊 乙一・山白朝子 ホラー傑作選（2025年5月 角川文庫 ISBN 978-4-04-115892-0） - 著：乙一、山白朝子

## 解説

### 1990年代
- 竹本健治『将棋殺人事件』（1994年2月 角川文庫）
- 綾辻行人『黄昏の囁き』（1996年7月 祥伝社 ノン・ポシェット）
- 皆川博子『骨笛』（1996年11月 集英社文庫）
- 井上雅彦『竹馬男の犯罪』（1997年8月 講談社文庫）
- 柴田よしき『RIKO 女神の永遠』（1997年10月 角川文庫）
- アンソロジー『名探偵の饗宴』（1998年3月 朝日新聞社 / 2015年3月 朝日文庫）
- 麻耶雄嵩『あいにくの雨で』（1999年5月 講談社文庫）
- 大沢在昌『北の狩人〈下〉』（1999年7月 幻冬舎文庫）
- 大沢在昌『屍蘭 新宿鮫3』（1999年8月 光文社文庫 / 2014年4月 光文社文庫【新装版】）
- 笠井潔『三匹の猿 私立探偵飛鳥井の事件簿』（1999年8月 講談社文庫）
- 笠井潔『道 ジェルソミーナ 私立探偵飛鳥井の事件簿』（1999年10月 集英社文庫）
- カーター・ディクスン（駒月雅子 訳）『九人と死で十人だ』（1999年12月 国書刊行会）

### 2000年代
- 北森鴻『狐罠』（2000年5月 講談社文庫）
- 連城三紀彦『美女』（2000年7月 集英社文庫）
- 折原一『冤罪者』（2000年11月 文春文庫)
- ダフネ・デュ・モーリア（務台夏子 訳）『鳥 デュ・モーリア傑作集』（2000年11月 創元推理文庫）
- 赤川次郎『三毛猫ホームズの四捨五入』（2001年2月 光文社文庫）
- 浦賀和宏『記憶の果て』（2001年8月 講談社文庫 / 2014年3月 講談社文庫【上・下】）
- 藤本ひとみ『侯爵サド夫人』（2001年9月 文春文庫）
- ヒュー・ウォルポール（倉阪鬼一郎 訳）『銀の仮面』（2001年10月 国書刊行会 / 2019年12月 創元推理文庫）
- 古川日出男『13』（2002年1月 角川文庫）
- アンソロジー『大密室』（2002年2月 新潮文庫）
- 津原泰水 監修『血の12幻想』（2002年4月 講談社文庫）
- 有栖川有栖『ペルシャ猫の謎』（2002年6月 講談社文庫）
- 竹本健治『フォア・フォーズの素数』（2002年7月 角川書店 / 2005年10月 角川文庫）
- 日本推理作家協会 編『殺人買います』（2002年8月 講談社文庫）
- マイケル・スレイド（夏来健次 訳）『髑髏島の惨劇』（2002年10月 文春文庫）
- 竹本健治『匣の中の失楽』（2002年10月 双葉文庫）
- ヘレン・マクロイ（好野理恵 訳）『歌うダイアモンド』（2003年1月 晶文社ミステリ）
- 逢坂剛『水中眼鏡（ゴーグル）の女』（2003年2月 集英社文庫）
- 土屋隆夫『盲目の鴉  [新装版] 』（2003年5月 光文社文庫）
- 浦賀和宏『彼女は存在しない』（2003年10月 幻冬舎文庫）
- 松尾由美『バルーン・タウンの手品師』（2004年7月 創元推理文庫）
- 黒川博行『切断』（2004年11月 創元推理文庫）
- 本格ミステリ作家クラブ 編『紅い悪夢の夏 本格短編ベスト・セレクション』（2004年12月 講談社文庫）
- 佐々木俊介『模像殺人事件』（2004年12月 創元クライム・クラブ）
- 仁木悦子『探偵三影潤全集1 白の巻』（2005年2月 出版芸術社）
- ミネット・ウォルターズ（成川裕子 訳）『昏い部屋』（2005年4月 創元推理文庫）
- 大倉崇裕『白戸修の事件簿』（2005年6月 双葉文庫）
- 永井するみ『大いなる聴衆』（2005年6月 創元推理文庫）
- ミステリー文学資料館 編『恋は罪つくり 恋愛ミステリー傑作選』（2005年7月 光文社文庫）
- 北川歩実『透明な一日』（2005年7月 創元推理文庫）
- 霞流一『首断ち六地蔵』（2005年8月 光文社文庫）
- 小泉喜美子『太陽ぎらい』（2005年9月 出版芸術社）
- 宇能鴻一郎『べろべろの、母ちゃんは…』（2005年12月 出版芸術社）
- ギジェルモ・マルティネス（和泉圭亮 訳）『オックスフォード連続殺人』（2006年1月 扶桑社ミステリー）
- 連城三紀彦『戻り川心中』（2006年1月 光文社文庫）
- 今邑彩『つきまとわれて』（2006年2月 中公文庫）
- 多島斗志之『不思議島』（2006年5月 創元推理文庫）
- 東山彰良『ワイルド・サイドを歩け』（2006年6月 宝島社文庫 / 2017年9月 光文社文庫）
- 山田正紀『風水火那子の冒険』（2006年7月 光文社文庫）
- 加納朋子『コッペリア』（2006年7月 講談社文庫 / 2025年1月 創元推理文庫）
- 樋口有介『初恋よ、さよならのキスをしよう』（2006年9月 創元推理文庫）
- 佐々木丸美『夢館』（2007年4月 創元推理文庫）
- 連城三紀彦『夕萩心中』（2007年6月 光文社文庫）
- 飯田譲治、梓河人『Gift』（2007年6月 講談社文庫）
- 日本推理作家協会 編『ザ・ベストミステリーズ2007 推理小説年鑑』（2007年7月 講談社）
- 赤川次郎『殺人よ、こんにちは 赤川次郎ベストセレクション〈7〉』（2007年8月 角川文庫）
- ポール・ドハティー（古賀弥生 訳）『赤き死の訪れ』（2007年9月 創元推理文庫）
- 沼田まほかる『九月が永遠に続けば』（2008年2月 新潮文庫）
- 小杉健治『原島弁護士の愛と悲しみ』（2008年4月 光文社文庫）
- 西澤保彦『彼女が死んだ夜』（2008年6月 幻冬舎文庫）
- 日本推理作家協会 編『ザ・ベストミステリーズ2008 推理小説年鑑』（2008年7月 講談社）
- ローラ・ウィルソン（日暮雅通 訳）『千の嘘』（2008年7月 創元推理文庫）
- 道尾秀介『向日葵の咲かない夏』（2008年8月 新潮文庫）
- 樋口有介『月への梯子』（2008年12月 文春文庫）
- 森谷明子『七姫幻想』（2009年1月 双葉文庫）
- 石持浅海『顔のない敵』（2009年1月 光文社文庫）
- 碇卯人（輿水泰弘ほか 脚本）『相棒 season4 下』（2009年2月 朝日文庫）
- 加藤実秋『モップガール』（2009年3月 小学館文庫）
- 三津田信三『厭魅の如き憑くもの』（2009年3月 講談社文庫）
- 誉田龍一『消えずの行灯 本所七不思議捕物帖』（2009年5月 双葉文庫）
- 本格ミステリ作家クラブ 編『本格ミステリ09 二〇〇九年本格短編ベスト・セレクション』（2009年6月 講談社ノベルス）
- 折原一『沈黙の教室』（2009年6月 双葉文庫）
- 日本推理作家協会 編『ザ・ベストミステリーズ2009 推理小説年鑑』（2009年7月 講談社）
- アン・クリーヴス（玉木亨 訳）『白夜に惑う夏』（2009年7月 創元推理文庫）

### 2010年代
- 誉田哲也『春を嫌いになった理由（わけ）』（2010年2月 光文社文庫）
- 東直己『抹殺』（2010年5月 光文社文庫）
- 藤圭子『疑惑の墓標』（2010年5月 創元推理文庫）
- 本格ミステリ作家クラブ 編『本格ミステリ'10 二〇一〇年本格短編ベスト・セレクション』（2010年6月 講談社ノベルス）
- 初野晴『退出ゲーム』（2010年7月 角川文庫）
- 法月綸太郎『犯罪ホロスコープI 六人の女王の問題』（2010年7月 光文社文庫）
- 日本推理作家協会 編『ザ・ベストミステリーズ2010 推理小説年鑑』（2010年7月 講談社）
- 北森鴻『なぜ絵版師に頼まなかったのか』（2010年10月 光文社文庫）
- 坂木司『短劇』（2011年2月 光文社文庫）
- 船戸与一『藪枯らし純次』（2011年3月 徳間文庫）
- 乾くるみ『カラット探偵事務所の事件簿1』（2011年3月 PHP文芸文庫）
- 柴田よしき『水底の森』（2011年4月 文春文庫）
- 日本推理作家協会 編『不思議の足跡』（2011年4月 光文社文庫）
- 白川道『竜の道【上・下】』（2011年4月 幻冬舎文庫）
- 香納諒一『深夜にいる』（2011年5月 ハルキ文庫）
- 馳星周『9・11倶楽部』（2011年6月 文春文庫）
- 汀こるもの『まごころを、君に THANATOS』（2011年6月 講談社文庫）
- ヘレン・マクロイ（駒月雅子 訳）『暗い鏡の中に』（2011年6月 創元推理文庫）
- 樋口有介『苦い雨』（2011年6月 中公文庫）
- 米澤穂信『儚い羊たちの祝宴』（2011年7月 新潮文庫）
- 赤川次郎『吸血鬼は良き隣人』（2011年7月 集英社文庫）
- 日本推理作家協会 編『ザ・ベストミステリーズ2011 推理小説年鑑』（2011年7月 講談社）
- 貴志祐介『狐火の家』（2011年9月 角川文庫）
- 加茂隆康『審理炎上』（2011年10月 幻冬舎文庫）
- 真梨幸子『みんな邪魔』（2011年12月 幻冬舎文庫）
- 坂木司『先生と僕』（2011年12月 双葉文庫）
- 大崎梢『ねずみ石』（2012年1月 光文社文庫）
- 松浪和夫『警官魂 反撃篇』（2012年2月 講談社文庫）
- 柴田哲孝『早春の化石 私立探偵 神山健介』（2012年3月 祥伝社文庫）
- 皆川博子『薔薇密室』（2012年4月 ハヤカワ文庫JA）
- 岸田るり子『出口のない部屋』（2012年4月 角川文庫）
- 日本推理作家協会 編『Bluff 騙し合いの夜 ミステリー傑作選』（2012年4月 講談社文庫）
- 赤川次郎『さびしがり屋の死体』（2012年5月 徳間文庫）
- 中山七里『さよならドビュッシー 前奏曲（プレリュード） 要介護探偵の事件簿』（2012年5月 宝島社文庫）
- マルク・エルスベルグ（猪股和夫、竹之内悦子 訳）『ブラックアウト』（2012年7月 角川文庫）
- 北國浩二『リバース』（2012年7月 PHP文芸文庫）
- 月村了衛『機龍警察 自爆条項』（2012年8月 ハヤカワ文庫JA）
- 弐藤水流『リビドヲ』（2012年9月 光文社文庫）
- 赤川次郎『昼下がりの恋人達』（2012年9月 徳間文庫）
- はやみねかおる『都会のトム&ソーヤ（1）』（2012年9月 講談社文庫）
- 東川篤哉『謎解きはディナーのあとで』（2012年10月 小学館文庫）
- 西澤保彦『動機、そして沈黙』（2012年11月 中公文庫）
- 岩井志麻子『十七歳』（2012年11月 徳間文庫）
- 近藤史恵『演じられた白い夜』（2012年12月 実業之日本社文庫）
- 芦原すなお『カワセミの森で』（2013年1月 PHP文芸文庫）
- 門井慶喜『パラドックス実践 雄弁学園の教師たち』（2013年1月 講談社文庫）
- アンソロジー『厭な物語』（2013年2月 文春文庫）
- 首藤瓜於『刑事のはらわた』（2013年2月 講談社文庫）
- 福田和代『ハイ・アラート』（2013年3月 徳間文庫）
- ヨハン・テオリン（三角和代 訳）『黄昏に眠る秋』（2013年3月 ハヤカワ・ミステリ文庫）
- 石川渓月『煙が目にしみる』（2013年3月 光文社文庫）
- 七尾与史『ドS刑事 風が吹けば桶屋が儲かる殺人事件』（2013年4月 幻冬舎文庫）
- 日本推理作家協会 編『名探偵に訊け 日本ベストミステリー選集』（2013年4月 光文社文庫）
- 宮部みゆき『あんじゅう 三島屋変調百物語事続』（2013年6月 角川文庫）
- 樋口明雄『標高二八〇〇米』（2013年7月 徳間文庫）
- アリアナ・フランクリン（吉澤康子 訳）『アーサー王の墓所の夢』（2013年7月 創元推理文庫）
- 中山七里『魔女は甦る』（2013年8月 幻冬舎文庫）
- 真梨幸子『パリ警察1768』（2013年8月 徳間文庫）
- 朱川湊人『鏡の偽乙女 薄紅雪華紋様』（2013年8月 集英社文庫）
- 倉数茂『魔術師たちの秋』（2013年9月 ポプラ文庫ピュアフル）
- 大村友貴美『存在しなかった男 警視庁捜査一課田楽心太の事件簿』（2013年9月 角川文庫）
- 麻耶雄嵩『貴族探偵』（2013年10月 集英社文庫）
- 伽古屋圭市『幻影館へようこそ 推理バトル・ロワイアル』（2013年11月 宝島社文庫）
- 綾辻行人『黒猫館の殺人〈新装改訂版〉』（2014年1月 講談社文庫）
- 高田崇史『QED 伊勢の曙光』（2014年1月 講談社文庫）
- 北森鴻、浅野里沙子『邪馬台 蓮丈那智フィールドファイルIV』（2014年2月 新潮文庫）
- 友井羊『ボランティアバスで行こう！』（2014年2月 宝島社文庫）
- 連城三紀彦『流れ星と遊んだころ』（2014年2月 双葉文庫 / 2021年6月 双葉文庫【新装版】）
- 海堂尊『輝天炎上』（2014年2月 角川文庫）
- 我孫子武丸『眠り姫とバンパイア』（2014年3月 講談社文庫）
- 連城三紀彦『私という名の変奏曲』（2014年4月 文春文庫）
- 松尾由美『煙とサクランボ』（2014年4月 光文社文庫）
- 日本推理作家協会 編『Guilty 殺意の連鎖 ミステリー傑作選』（2014年4月 講談社文庫）
- 今野敏『転迷 隠蔽捜査4』（2014年5月 新潮文庫）
- 皆川博子『薔薇忌』（2014年6月 実業之日本社文庫）
- 沢村浩輔『夜の床屋』（2014年6月 創元推理文庫）
- 高橋由太『紅き虚空の下で』（2014年7月 光文社文庫）
- 湊かなえ『Nのために』（2014年8月 双葉文庫）
- 辻村深月『水底フェスタ』（2014年8月 文春文庫）
- 真梨幸子『えんじ色心中』（2014年9月 講談社文庫）
- 喜多喜久『二重螺旋の誘拐』（2014年10月 宝島社文庫）
- 小川一水『トネイロ会の非殺人事件』（2014年12月 光文社文庫）
- 芦辺拓『殺人喜劇の13人』（2015年1月 創元推理文庫）
- 天祢涼『葬式組曲』（2015年1月 双葉文庫）
- 石持浅海『第一話 石持浅海「連作短編集・第一回」コレクション』（2015年1月 光文社文庫）
- ヘレン・マクロイ（好野理恵 訳）『歌うダイアモンド マクロイ傑作選』（2015年2月 創元推理文庫）
- 水生大海『夢玄館へようこそ』（2015年3月 双葉文庫）
- ピエール・ルメートル（吉田恒雄 訳）『死のドレスを花婿に』（2015年4月 文春文庫）
- アンソロジー『「このミス」が選ぶ!オールタイム・ベスト短編ミステリー 黒』（2015年5月 宝島社文庫）
- 麻見和史『虚空の糸 警視庁殺人分析班』（2015年5月 講談社文庫）
- 望月諒子『壺の町』（2015年6月 光文社文庫）
- 岡田秀文『伊藤博文邸の怪事件』（2015年6月 光文社文庫）
- トマス・フラナガン（宇野利泰 訳）『アデスタを吹く冷たい風』（2015年6月 ハヤカワ・ミステリ文庫）
- ネレ・ノイハウス（酒寄進一 訳）『悪女は自殺しない』（2015年6月 創元推理文庫）
- シェリー・ディクスン・カー（駒月雅子 訳）『ザ・リッパー 切り裂きジャックの秘密【上・下】』（2015年8月 扶桑社ミステリー）
- 佐々木譲『憂いなき街』（2015年8月 ハルキ文庫）
- ジャック・カーリイ（三角和代 訳）『髑髏の檻』（2015年8月 文春文庫）
- 三津田信三『ついてくるもの』（2015年9月 講談社文庫）
- 本城雅人『境界 横浜中華街・潜伏捜査』（2015年9月 講談社文庫)
- 深水黎一郎『花窗玻璃 天使たちの殺意』（2015年10月 河出文庫）
- トニ・ヒル（宮崎真紀 訳）『よき自殺』（2015年10月 集英社文庫）
- 真藤順丈『墓頭（ボズ）』（2015年10月 角川文庫）
- 大山誠一郎『密室蒐集家』（2015年11月 文春文庫）
- マイクル・コリータ（青木悦子 訳）『深い森の灯台』（2015年12月 創元推理文庫）
- ドン・ウィンズロウ（中山宥 訳）『失踪』（2015年12月 角川文庫）
- 降田天『女王はかえらない』（2016年1月 宝島社文庫）
- 伽古屋圭市『からくり探偵・百栗柿三郎 櫻の中の記憶』（2016年1月 実業之日本社文庫）
- 小島達矢『ベンハムの独楽』（2016年3月 双葉文庫）
- 山白朝子『エムブリヲ奇譚』（2016年3月 角川文庫）
- 北山猛邦『つめたい転校生』（2016年3月 角川文庫）
- 前川裕『クリーピー スクリーチ』（2016年4月 光文社文庫）
- 歌野晶午『安達ヶ原の鬼密室』（2016年4月 祥伝社文庫）
- 新野剛志『僕の探偵』（2016年5月 創元推理文庫）
- 西澤保彦『探偵が腕貫を外すとき 腕貫探偵、巡回中』（2016年6月 実業之日本社文庫）
- ユッシ・エーズラ・オールスン（吉田薫 訳）『特捜部Q 知りすぎたマルコ』（2016年6月 ハヤカワ・ミステリ文庫）
- 武富健治（上田秋成 原作）『漫画訳 雨月物語』（2016年7月 PHP研究所）
- 田中芳樹『アルスラーン戦記11 魔軍襲来』（2016年8月 光文社文庫）
- 小島正樹『武家屋敷の殺人』（2016年8月 講談社文庫）
- 周木律『眼球堂の殺人 〜The Book〜』（2016年9月 講談社文庫）
- ステファン・アーンヘム（堤朝子 訳）『刑事ファビアン・リスク 顔のない男』（2016年10月 ハーパーBOOKS）
- 平山夢明『平山夢明恐怖全集 怪奇心霊編5』（2016年11月 竹書房文庫）
- まさきとしか『完璧な母親』（2016年12月 幻冬舎文庫）
- 皆川博子『花闇』（2016年12月 河出文庫）
- 直原冬明『十二月八日の幻影』（2017年2月 光文社文庫）
- 竹本健治『しあわせな死の桜』（2017年3月 講談社）
- 逢坂剛『宝を探す女』（2017年3月 角川文庫）
- 大津光央『サブマリンによろしく』（2017年5月 宝島社文庫）
- 月村了衛『機龍警察〔完全版〕』（2017年5月 ハヤカワ文庫JA）
- 坂木司『僕と先生』（2017年6月 双葉文庫）
- 田中静人『陽気な死体は、ぼくの知らない空を見ていた』（2017年8月 宝島社文庫）
- 島田荘司『名探偵傑作短篇集 御手洗潔篇』（2017年8月 講談社文庫）
- 宇佐美まこと『虹色の童話』（2017年8月 角川文庫）
- 麻見和史『水葬の迷宮 警視庁特捜7』（2017年9月 新潮文庫）
- 長崎尚志『邪馬台国と黄泉の森 醍醐真司の博覧推理ファイル』（2017年10月 新潮文庫）
- パトリシア・ハイスミス（白石朗 訳）『見知らぬ乗客』（2017年10月 河出文庫）
- 櫛木理宇『死刑にいたる病』（2017年10月 ハヤカワ文庫JA）
- 辻堂ゆめ『あなたのいない記憶』（2017年10月 宝島社文庫）
- 麻耶雄嵩『化石少女』（2017年11月 徳間文庫）
- 七河迦南『アルバトロスは羽ばたかない』（2017年11月 創元推理文庫）
- 遠田潤子『蓮の数式』（2018年1月 中公文庫）
- C・デイリー・キング（中村有希 訳）『タラント氏の事件簿［完全版］』（2018年1月 創元推理文庫）
- 霞流一『死写室 映画探偵・紅門福助の事件簿』（2018年2月 講談社ノベルス）
- 澤村伊智『ぼぎわんが、来る』（2018年2月 角川ホラー文庫）
- 長江俊和『掲載禁止』（2018年3月 新潮文庫）
- 嶺里俊介『星宿る虫』（2018年3月 光文社文庫）
- 吉田恭教『亡霊の柩』（2018年3月 南雲堂 本格ミステリー・ワールド・スペシャル）
- 深木章子『交換殺人はいかが？』（2018年4月 光文社文庫）
- 深町秋生『オーバーキル バッドカンパニーII』（2018年5月 集英社文庫）
- 赤川次郎『演じられた花嫁』（2018年6月 実業之日本社文庫）
- 浦賀和宏『HELL 女王暗殺』（2018年6月 幻冬舎文庫）
- 樋口有介『海泡』（2018年6月 創元推理文庫）
- 山村美紗『殺意のまつり 山村美紗傑作短篇集』（2018年7月 中公文庫）
- 日影丈吉『真赤な子犬【新装版】』（2018年8月 徳間文庫）
- 長江俊和『東京二十三区女』（2018年10月 幻冬舎文庫）
- スティーヴン・キング（白石朗 訳）『ミスター・メルセデス』（2018年11月 文春文庫）
- ジェフリー・ディーヴァー（池田真紀子 訳）『スキン・コレクター』（2018年12月 文春文庫）
- 嶋中潤『死刑狂騒曲』（2018年12月 実業之日本社文庫）
- 京極夏彦『虚実妖怪百物語 破』（2018年12月 角川文庫）
- 市川憂人『ジェリーフィッシュは凍らない』（2019年6月 創元推理文庫）
- 猫森夏希『勘違い 渡良瀬探偵事務所・十五代目の活躍』（2019年7月 宝島社文庫）
- 連城三紀彦『虹のような黒』（2019年9月 幻戯書房）
- 赤江瀑『オイディプスの刃』（2019年9月 河出文庫）
- 吉川英梨『正義の翼 警視庁53教場』（2019年12月 角川文庫）

### 2020年代
- 古処誠二『いくさの底』（2020年1月 角川文庫）
- 柳広司『象は忘れない』（2020年2月 文春文庫）
- 小林泰三『クララ殺し』（2020年2月 創元推理文庫）
- 深水黎一郎『大癋見警部の事件簿 リターンズ 大癋見 vs. 芸術探偵』（2020年4月 光文社文庫）
- 津原泰水『少年トレチア』（2020年4月 ハヤカワ文庫JA）
- 遠田潤子『冬雷』（2020年4月 創元推理文庫）
- 月村了衛『追想の探偵』（2020年5月 双葉文庫）
- 浦賀和宏『殺人都市川崎』（2020年5月 ハルキ文庫）
- まさきとしか『あの日、君は何をした』（2020年7月 小学館文庫）
- 詠坂雄二『T島事件 絶海の孤島でなぜ六人は死亡したのか？』（2020年8月 光文社文庫）
- 松下麻理緒『不在者 家裁調査官 加賀美聡子』（2020年9月 小学館文庫）
- 秋吉理香子『ジゼル』（2020年10月 小学館文庫）
- 織守きょうや『辻宮朔の心裏と真理』（2020年10月 幻冬舎文庫）
- 鯨統一郎『銀幕のメッセージ 女子大生桜川東子の推理』（2020年10月 光文社文庫）
- 矢樹純『妻は忘れない』（2020年11月 新潮文庫）
- 貴志祐介『ミステリークロック』（2020年11月 角川文庫）
- 岸田るり子『月のない夜に』（2020年12月 徳間文庫）
- 北森鴻『旗師・冬狐堂二 狐闇』（2020年12月 徳間文庫）
- 道尾秀介『風神の手』（2021年1月 朝日文庫）
- 浅倉秋成『教室が、ひとりになるまで』（2021年1月 角川文庫）
- 辻寛之『インソムニア』（2021年3月 光文社文庫）
- 小野不由美『ゴーストハント5 鮮血の迷宮』（2021年3月 角川文庫）
- アレックス・パヴェージ（鈴木恵 訳）『第八の探偵』（2021年4月 ハヤカワ・ミステリ文庫）
- 松岡圭祐『千里眼の復活』（2021年4月 角川文庫）
- 彩坂美月『柘榴パズル』（2021年5月 文春文庫）
- 石持浅海『鎮憎師』（2021年6月 光文社文庫）
- 大沢在昌『漂砂の塔』（2021年6月 集英社文庫）
- 芦沢央『火のないところに煙は』（2021年7月 新潮文庫）
- 近藤史恵『わたしの本の空白は』（2021年7月 ハルキ文庫）
- 神護かずみ『ノワールをまとう女』（2021年9月 講談社文庫）
- 伊岡瞬『不審者』（2021年9月 集英社文庫）
- 鳥飼否宇『指切りパズル』（2021年9月 南雲堂 本格ミステリー・ワールド・スペシャル）
- 水生大海『善人と天秤と殺人と』（2021年10月 幻冬舎文庫）
- 五十嵐貴久『PIT 特殊心理捜査班・水無月玲』（2021年10月 光文社文庫）
- 日本文藝家協会 編『現代の小説2021 短篇ベストコレクション』（2021年11月 小学館文庫）
- 有栖川有栖『こうして誰もいなくなった』（2021年11月 角川文庫）
- 岡田秀文『白霧学舎 探偵小説倶楽部』（2022年1月 光文社文庫）
- 中町信『死の湖畔 Murder by The Lake 三部作#1 追憶（recollection） 田沢湖からの手紙』（2022年1月 徳間文庫 トクマの特選！）
- P・D・ジェイムズ（青木久惠 訳）『死の味〔新版〕』（2022年2月 ハヤカワ・ミステリ文庫）
- 市川憂人『神とさざなみの密室』（2022年3月 新潮文庫）
- 若竹七海『殺人鬼がもう一人』（2022年4月 光文社文庫）
- 柄刀一『或るエジプト十字架の謎』（2022年5月 光文社文庫）
- ドン・ウィンズロウ（田口俊樹 訳）『業火の市』（2022年5月 ハーパーBOOKS）
- 貫井徳郎『プリズム』（2022年5月 実業之日本社文庫）
- 櫛木理宇『虎を追う』（2022年6月 光文社文庫）
- 木元哉多『遺産相続を放棄します』（2022年7月 角川文庫）
- 曽根圭介『腸詰小僧 曽根圭介短編集』（2022年8月 光文社文庫）
- 染井為人『震える天秤』（2022年8月 角川文庫）
- 阿津川辰海『透明人間は密室に潜む』（2022年9月 光文社文庫）
- 松嶋智左『女副署長 祭礼』（2022年9月 新潮文庫）
- フェルディナント・フォン・シーラッハ（酒寄進一 訳）『刑罰』（2022年10月 創元推理文庫）
- 詠坂雄二『君待秋ラは透きとおる』（2022年10月 角川文庫）
- 塚本邦雄『菊帝悲歌 小説後鳥羽院』（2022年11月 河出文庫）
- 斜線堂有紀『楽園とは探偵の不在なり』（2022年11月 ハヤカワ文庫JA）
- カトリオナ・ウォード（中谷友紀子 訳）『ニードレス通りの果ての家』（2023年1月 早川書房）
- 結城真一郎『プロジェクト・インソムニア』（2023年2月 新潮文庫）
- 平石貴樹『スノーバウンド＠札幌連続殺人』（2023年2月 光文社文庫）
- 逸木裕『銀色の国』（2023年2月 創元推理文庫）
- 深木章子『欺瞞の殺意』（2023年2月 角川文庫）
- グレッチェン・マクニール（河井直子 訳）『孤島の十人』（2023年3月 扶桑社ミステリー）
- 櫛木理宇『虜囚の犬 元家裁調査官・白石洛』（2023年3月 角川ホラー文庫）
- セバスチャン・フィツェック（酒寄進一 訳）『座席ナンバー7Aの恐怖』（2023年4月 文春文庫）
- トム・ミード（中山宥 訳）『死と奇術師』（2023年4月 ハヤカワ・ミステリ）
- 福田和代『侵略者』（2023年6月 光文社文庫）
- 斉藤詠一『クメールの瞳』（2023年6月 講談社文庫）
- 久坂部羊『怖い患者』（2023年7月 集英社文庫）
- 東川篤哉『君に読ませたいミステリがあるんだ』（2023年8月 実業之日本社文庫）
- 遠田潤子『雨の中の涙のように』（2023年8月 光文社文庫）
- 夕木春央『サーカスから来た執達吏』（2023年8月 講談社文庫）
- ピーター・スワンソン（務台夏子 訳）『8つの完璧な殺人』（2023年8月 創元推理文庫）
- マーティン・エドワーズ（加賀山卓朗 訳）『処刑台広場の女』（2023年8月 ハヤカワ・ミステリ文庫）
- ギヨーム・ミュッソ（吉田恒雄 訳）『人生は小説』（2023年8月 集英社文庫）
- 榊林銘『あと十五秒で死ぬ』（2023年8月 創元推理文庫）
- ジョセフ・ノックス（池田真紀子 訳）『トゥルー・クライム・ストーリー』（2023年8月 新潮文庫）
- 長浦京『アンダードッグス』（2023年9月 角川文庫）
- 松岡圭祐『ecriture 新人作家・杉浦李奈の推論 X 怪談一夜草紙の謎』（2023年10月 角川文庫）
- 下村敦史『アルテミスの涙』（2023年11月 小学館文庫）
- ジェラルディン・ブルックス（森嶋マリ 訳）『古書の来歴』（2023年11月 創元推理文庫）
- 青柳碧人『むかしむかしあるところに、やっぱり死体がありました。』（2023年11月 双葉文庫）
- 桃野雑派『老虎残夢』（2024年2月 講談社文庫）
- 五十嵐律人『六法推理』（2024年3月 角川文庫）
- 竹田人造『AI法廷の弁護士』（2024年4月 ハヤカワ文庫JA）
- 真山仁『プリンス』（2024年4月 PHP文芸文庫）
- 中山七里『能面検事の奮迅』（2024年4月 光文社文庫）
- 藤つかさ『その意図は見えなくて』（2024年5月 双葉文庫）
- スティーヴン・キング（土屋晃 訳）『死者は噓をつかない』（2024年6月 文春文庫）
- 松岡圭祐『続シャーロック・ホームズ対伊藤博文』（2024年6月 角川文庫）
- クリスティン・ペリン（上條ひろみ 訳）『白薔薇殺人事件』（2024年7月 創元推理文庫）
- 永嶋恵美『檜垣澤家の炎上』（2024年7月 新潮文庫）
- 直島翔『警察医のコード』（2024年8月 ハルキ文庫）
- 西式豊『鬼神の檻』（2024年8月 ハヤカワ文庫JA）
- 日本文藝家協会 編『夏のカレー 現代の短篇小説 ベストコレクション2024』（2024年9月 文春文庫）
- 岡崎琢磨『紅招館が血に染まるとき The last six days』（2024年9月 双葉文庫）
- ジェローム・ルブリ（坂田雪子 監訳、青木智美 訳）『魔女の檻』（2024年10月 文春文庫）
- 北森鴻、浅野里沙子『天鬼越 蓮丈那智フィールドファイルV』（2024年10月 角川文庫）
- 倉知淳『世界の望む静謐』（2025年1月 創元推理文庫）
- スティーヴン・ハンター（棚橋志行 訳）『フロント・サイト3 ファイヴ・ドールズ』（2025年2月 扶桑社ミステリー）
- 辻堂ゆめ『トリカゴ』（2025年2月 創元推理文庫）
- 荻堂顕『擬傷の鳥はつかまらない』（2025年2月 新潮文庫）
- 白川尚史『ファラオの密室』（2025年4月 宝島社文庫）
- シヴォーン・ダウド（越前敏弥 訳）『ロンドン・アイの謎』（2025年4月 創元推理文庫）